# Kiamba
Kiamba è una municipalità di seconda classe delle Filippine, situata nella Provincia di Sarangani, nella regione di Soccsksargen.
Kiamba è formata da 19 baranggay:
- Badtasan
- Datu Dani
- Gasi
- Kapate
- Katubao
- Kayupo
- Kling (Lumit)
- Lagundi
- Lebe
- Lomuyon
- Luma
- Maligang
- Nalus
- Poblacion
- Salakit
- Suli
- Tablao
- Tamadang
- Tambilil